# Koninklijke Java-China-Paketvaart Lijnen

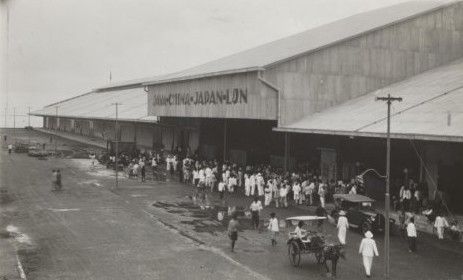
Passagiershal van de Java-China-Japan-Lijn in de haven van Tandjong Priok bij Batavia (1931)

De Koninklijke Java-China-Paketvaart Lijnen NV (KJCPL) was een Nederlandse rederij gevestigd in Amsterdam die heeft bestaan tussen 1902 en 1970. Tot 1947 was de naam Java-China-Japan Lijn (JCJL), buiten Nederland stond de maatschappij bekend als Royal Interocean Lines (RIL). De rederij onderhield scheepvaartverbindingen tussen Java en China. In 1970 fuseerde de KJCPL met enkele andere Nederlandse rederijen tot de Nederlandsche Scheepvaart Unie (NSU), vanaf 1977 bekend als Nedlloyd.

## Geschiedenis
De basis voor de KJCPL werd gelegd in 1888 toen door de Stoomvaart Maatschappij Nederland (SMN) en de Rotterdamsche Lloyd (RL), de Koninklijke Paketvaart Maatschappij (KPM) werd opgericht. De KPM richtte zich primair op de scheepvaartverbindingen voor passagiers en vracht tussen de eilanden van het voormalig Nederlands-Indië, de zogenaamde ‘inter-insulaire vaart’. De gebruikelijke term voor dit soort geregelde diensten was aan het eind van de negentiende eeuw ‘paketvaart’, uitgevoerd met ‘paketschepen’, waarbij het voorvoegsel ‘paket’, in de betekenis van postpakket, nog met één ‘k’ werd geschreven; later werd de algemene schrijfwijze ‘pakket’, ‘pakketvaart’ en ‘pakketschepen’, maar de naam van de maatschappij bleef ongewijzigd. Voor passagiers, vracht en post waren de diensten van de KPM in die tijd onmisbaar.
Op 15 september 1902 werd door dezelfde rederijen (SMN, RL en KPM) de Java-China-Japan Lijn (JCJL) opgericht, waarbij met name KNSM-directeur Ernst Heldring de initiatiefnemer was. Hij werd lid van de Raad van Commissarissen. De nieuwe maatschappij voorzag in het groeiende verkeer tussen Nederlands-Indië en het Verre Oosten.
In 1947 werden de lijnen van de KPM buiten Indonesië samengevoegd met de Java-China-Japan Lijn en werd het predicaat Koninklijk verkregen, waarna de nieuwe naam Koninklijke Java-China-Paketvaart Lijnen (KJCPL) werd, terwijl buiten Nederland de naam Royal Interocean Lines (RIL) werd gebruikt. Er werden regelmatige diensten onderhouden tussen Japan, Filipijnen, Maleisië, West, Zuid en Oost-Afrika, Zuid-Amerika, Australië, Nieuw-Zeeland en India
Per 1 januari 1967 vond een volledige fusie plaats tussen de KJCPL en de KPM, inclusief haar dochterondernemingen. Het gehele varende personeel en het grootste deel van het walpersoneel der KPM ging over in dienst van de KJCPL.
Op 20 januari 1970 fuseerde de KJCPL met vier andere Nederlandse rederijen tot de Nederlandsche Scheepvaart Unie (NSU), vanaf 1977 bekend als Nedlloyd. De KJCPL bracht een vloot van 61 schepen in, met een gezamenlijk tonnage van 503.081 brt, aangevuld met diverse dochtermaatschappijen en minderheidsdeelnames in andere bedrijven. Het archief van de KJCPL werd door Nedlloyd overgedragen aan het Nationaal Archief.

## Schepen
| Naam                                | Gebruiksperiode door RIL   | Type                                              |
| ----------------------------------- | -------------------------- | ------------------------------------------------- |
| Boissevain                          | 1937-1968                  | Passagiersschip                                   |
| Camphuys                            | 1967-1970                  | Vracht/Passagiersschip                            |
| Maetsuycker                         | 1937                       | Passagiersschip                                   |
| Munttoren                           | 1957                       | Olietanker                                        |
| Nieuw Holland (1)                   | 1947-1959                  | Passagiersschip                                   |
| Nieuw Holland (2)                   | 1971-1974                  | Passagiersschip                                   |
| Ruys                                | 1937-1968                  | Passagiersschip                                   |
| Roggeveen                           | 1954-1966                  | Vrachtschip                                       |
| Schouten                            | 1954-1966                  | Vrachtschip                                       |
| Straat Accra                        | 1968-1970                  | Vrachtschip                                       |
| Straat Adelaide                     | 1968-1970                  | Vrachtschip                                       |
| Straat Agulhas                      | 1969-1977                  | Vrachtschip                                       |
| Straat Algoa                        | 1969-1977                  | Vrachtschip                                       |
| Straat Amsterdam                    | 1967                       | Vrachtschip                                       |
| Straat Auckland                     | 1969-1970                  | Vrachtschip                                       |
| Straat Bali                         | 1953-1977                  | Vrachtschip                                       |
| Straat Banka                        | 1952-1971                  | Vracht/Passagiersschip                            |
| Straat Chatham                      | 1962-1977                  | Vrachtschip                                       |
| Straat Clarence                     | 1959-1977                  | Vrachtschip                                       |
| Straat Clement                      | 1959-1973                  | Vrachtschip                                       |
| Straat Colombo                      | 1962-1973                  | Vrachtschip                                       |
| Straat Cook                         | 1956-1974                  | Vrachtschip                                       |
| Straat Cumberland                   | 1960-1977                  | Vrachtschip                                       |
| Straat Fiji                         | 1966-1977                  | Vrachtschip                                       |
| Straat Florida                      | 1966-1977                  | Vrachtschip                                       |
| Straat Forcados                     | 1973-1977                  | Vrachtschip                                       |
| Straat Franklin                     | 1963-1977                  | Vrachtschip                                       |
| Straat Frazer                       | 1963-1973                  | Vrachtschip                                       |
| Straat Freetown                     | 1963-1973                  | Vrachtschip                                       |
| Straat Fremantle                    | 1964-1973                  | Vrachtschip                                       |
| Straat Fresco                       | 1973-1977                  | Vrachtschip                                       |
| Straat Fukuoka                      | 1973-1977                  | Vrachtschip                                       |
| Straat Fushimi                      | 1965-1977                  | Vrachtschip                                       |
| Straat Futami                       | 1965-1977                  | Vrachtschip                                       |
| Straat Hobart                       | 1968-1977                  | Vrachtschip                                       |
| Straat Holland                      | 1967-1977                  | Vrachtschip                                       |
| Straat Hong Kong                    | 1968-1977                  | Vrachtschip                                       |
| Straat Honshu                       | 1968-1977                  | Vrachtschip                                       |
| Straat Johore                       | 1957-1977                  | Vrachtschip                                       |
| Straat Kobe                         | 1971-1977                  | Vrachtschip                                       |
| Straat Korea                        | 1971-1977                  | Vrachtschip                                       |
| Straat Lagos                        | 1967-1977                  | Vrachtschip                                       |
| Straat Le Maire                     | 1967-1976                  | Vrachtschip                                       |
| Straat Lombok                       | 1957-1975                  | Vrachtschip                                       |
| Straat Luanda                       | 1967-1977                  | Vrachtschip                                       |
| Straat Luzon                        | 1967-1977                  | Vrachtschip                                       |
| Straat Madura                       | 1956-1974                  | Vrachtschip                                       |
| Straat Magelhaen                    | 1958-1977                  | Vrachtschip                                       |
| Straat Makassar (Zie Tjinegara (2)) |                            |                                                   |
| Straat Malakka                      | 1947-1967                  | Vrachtschip                                       |
| Straat Mozambique                   | 1954-1977                  | Vrachtschip                                       |
| Straat Nagasaki                     | 1972-1977                  | Vrachtschip                                       |
| Straat Nagoya                       | 1971-1977                  | Vrachtschip                                       |
| Straat Napier                       | 1972-1977                  | Vrachtschip                                       |
| Straat Nassau                       | 1972-1977                  | Vrachtschip                                       |
| Straat Rio                          | 1960-1977                  | Vrachtschip                                       |
| Straat Singapore                    | 1957-1977                  | Vrachtschip                                       |
| Straat Soenda                       | 1947-1967                  | Vrachtschip                                       |
| Straat Talbot                       | 1970-1977                  | Vrachtschip                                       |
| Straat Tanga                        | 1971-1972                  | Vrachtschip                                       |
| Straat Tauranga                     | 1970-1977                  | Vrachtschip                                       |
| Straat Torres                       | 1956-1975                  | Vrachtschip                                       |
| Straat Towa                         | 1966-1977                  | Vrachtschip                                       |
| Straat van Diemen                   | 1959-1977                  | Vrachtschip                                       |
| Tasman                              | 1947-1955                  | Passagiersschip                                   |
| Tegelberg                           | 1938-1968                  | Passagiersschip                                   |
| Tjibadak                            | 1929-1947                  | Vrachtschip                                       |
| Tjibesar                            | 1922-1947                  | Vrachtschip                                       |
| Tjibodas (1)                        | 1906-1931                  | Vrachtschip                                       |
| Tjibodas (2)                        | 1947-1969                  | Vrachtschip                                       |
| Tjikampek (1)                       | 1927-1932                  | Vrachtschip                                       |
| Tjikampek (2)                       | 1945-1970                  | Vrachtschip                                       |
| Tjikandi                            | 1921-1942                  | Vrachtschip                                       |
| Tjikarang                           | 1922-1942                  | Vrachtschip                                       |
| Tjikembang (2)                      | 1914-1939                  | Vrachtschip                                       |
| Tjikini (1)                         | 1907-1931                  | Vrachtschip                                       |
| Tjikini (2)                         | 1940, werd nooit afgebouwd | Vrachtschip                                       |
| Tjilatjap                           | 1903-1926                  | Vrachtschip                                       |
| Tjileboet                           | 1918-1942                  | Vrachtschip                                       |
| Tjiliwong (1)                       | 1905-1932                  | Vrachtschip                                       |
| Tjiliwong (2)                       | 1959-1972                  | Vrachtschip                                       |
| Tjiluwah                            | 1950-1972                  | Passagiersschip                                   |
| Tjimahi                             | 1903-1915                  | Vrachtschip                                       |
| Tjimanuk (1)                        | 1911-1947                  | Vrachtschip                                       |
| Tjimanuk (2)                        | 1959-1972                  | Vrachtschip                                       |
| Tjimenteng (1)                      | 1926-1932                  | Vrachtschip                                       |
| Tjimenteng (2)                      | 1946-1947                  | Vrachtschip                                       |
| Tjinegara (1)                       | 1931-1942                  | Vracht/Passagiersschip                            |
| Tjinegara (2)                       | 1956-1971                  | (voorheen Straat Makassar) Vracht/Passagiersschip |
| Tjipanas (1)                        | 1903-1947                  | Vrachtschip                                       |
| Tjipanas (2)                        | 1948-1967                  | Vrachtschip                                       |
| Tjipondok (1)                       | 1926-1934                  | Vrachtschip                                       |
| Tjipondok (2)                       | 1947-1971                  | Vrachtschip                                       |
| Tjisadane                           | 1931-1947                  | Vrachtschip                                       |
| Tjisalak                            | 1917-1944                  | Vrachtschip                                       |
| Tjisaroea                           | 1926-1942                  | Vrachtschip                                       |
| Tjisondari (1)                      | 1915-1939                  | Vrachtschip                                       |
| Tjisondari (2)                      | 1955-1957                  | Vrachtschip                                       |
| Tjitarum (1)                        | 1910-1931                  | Vrachtschip                                       |
| Tjitarum (2)                        | 1959-1975                  | Vrachtschip                                       |
| Tjitjalengka                        | 1939-1947                  | Passagiersschip                                   |
| Tjiwangi                            | 1950-1974                  | Passagiersschip                                   |
| Van Cloon                           | 1954                       | Vrachtschip                                       |
| Van Heutsz                          | 1947-1956                  | Vracht/Passagiersschip                            |
| Van Neck                            | 1954                       | Vrachtschip                                       |
| Van Noort                           | 1954                       | Vrachtschip                                       |
| Van Riebeeck                        | 1967-1969                  | Vrachtschip                                       |
| Van Waerwijck                       | 1954-1966                  | Vrachtschip                                       |
| Westertoren                         | 1954                       | Olietanker                                        |